# Walter Hodge
Walter Wallace Hodge (* 21. September 1986 in Guaynabo) ist ein amerikanisch-puerto-ricanischer Basketballspieler. Hodge spielte erfolgreich während seines Studiums Basketball in den Vereinigten Staaten und wurde mit den Gators der University of Florida zweimaliger Meister der NCAA. Als Profi war er zunächst in seinem Geburtsland aktiv und spielte ab 2010 drei Jahre für den Verein aus Zielona Góra in der Polska Liga Koszykówki (PLK), wo er in der Saison 2011/12 zum wertvollsten Spieler (MVP) der regulären Spielzeit ernannt wurde und mit diesem Verein 2013 die polnische Meisterschaft gewann. Seit der Saison 2013/14 spielt Hodge, der international für die Heimat Amerikanische Jungferninseln seines Großvaters spielt, in der spanischen Liga ACB für den baskischen Verein Laboral Kutxa aus Vitoria-Gasteiz.

## Karriere

### Highschool und College
Vor Beginn seines Studiums in den Vereinigten Staaten absolvierte Hodge die Highschool an der „Florida Air Academy“ in Melbourne (Florida), wo er bis 2004 gemeinsam mit dem späteren russischen Nationalspieler Sascha Kaun spielte. 2005 konnte auch Hodge ein Studium beginnen und blieb in Florida, wo er an der University of Florida studierte und für die Gators in der Southeastern Conference (SEC) der College-Liga NCAA spielte.

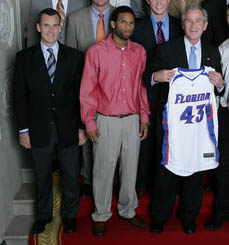
Hodge neben College-Trainer Billy Donovan und George W. Bush (2007)

In seinen ersten beiden Spielzeiten für die Gators gewann die sehr talentierte Mannschaft 2006 erstmals in der Geschichte dieser Hochschulmannschaft die NCAA Division I Basketball Championship und konnte die Meisterschaft im folgenden Jahr wiederholen. Anschließend wurde nahezu die komplette Startformation der Gators bis auf Lee Humphrey im NBA-Draft 2007 ausgewählt, wobei Al Horford, Corey Brewer und Joakim Noah unter den ersten zehn Spielern waren, die im Entry Draft ausgewählt wurden, während neben Taurean Green Einwechselspieler Chris Richard in der zweiten Runde gewählt wurde.
Nach diesem Aderlass konnten sich die Gators in den folgenden beiden Spielzeiten nicht mehr für die Endrunde der NCAA qualifizieren, als die Jayhawks der University of Kansas um Hodge’ Schulkameraden Sascha Kaun den Gators 2008 als Titelgewinner nachfolgten. Auch von den Jayhawks wurden im NBA-Draft 2008 fünf Spieler ausgewählt, jedoch keiner unter den ersten zehn „Picks“. Stattdessen erreichten die Gators zweimal eine Einladung zum National Invitation Tournament (NIT), wo sie 2008 im Final-Four-Turnier des NIT im Halbfinale ausschieden. Nach seinem Studienende 2009 wurde Hodge trotz seiner weitgehend erfolgreichen Collegekarriere nicht von einem Club der NBA im Draft ausgewählt.

### Profikarriere
Nachdem Hodge im Sommer 2009 für die Amerikanischen Jungferninseln an der Basketball-Amerikameisterschaft 2009 teilnahm, wo die Nationalmannschaft jedoch sieglos blieb, spielte er Anfang 2010 für die Capitanes aus Arecibo in seinem Geburtsland, die erstmals auf dem US-amerikanischen Festland an der Meisterschaft der Premier Basketball League (PBL), einer Minor League, teilnahmen. Die Capitanes wurden aber bereits nach wenigen Spielen im März 2010 wieder aus der Liga ausgeschlossen. Hodge spielte dann in der puerto-ricanischen Liga Baloncesto Superior Nacional (BSN) für die Cangrejeros aus Santurce. Doch sein ehemaliger Verein Capitanes konnte die Meisterschaft der BSN 2010 erfolgreich verteidigen. Anschließend wechselte Hodge nach Europa und spielte für den Zastal aus Zielona Góra in der PLK. Nachdem man in der Saison 2010/11 die Play-offs um die polnische Meisterschaft nur knapp verpasst hatte, spielte Hodge im Sommer 2011 zunächst wieder in der BSN für Cangrejeros, die jedoch nicht das Meisterschaftsfinale erreichten. Bei den karibischen Meisterschaften 2011 gewann er mit der Nationalmannschaft der Amerikanischen Jungferninseln das Finale gegen Gastgeber Bahamas. Zu Beginn der europäischen Saison kehrte er nach Zielona Góra zurück und wurde zum MVP der regulären Saison in der PLK ernannt. Mit Zastal schied er in den Halbfinal-Play-offs um die Meisterschaft aus. Anschließend war er wie 2010 bei den Zentralamerikanischen Meisterschaften 2012, an denen die Nationalmannschaften Mittelamerikas inklusive Mexiko teilnehmen, in seinem Geburtsland Topscorer des Turniers.
In der Saison 2012/13 nahm Hodge mit Stelmet, wie der Verein aus Zielona Góra aus Sponsorengründen in dieser Spielzeit hieß, am europäischen Vereinswettbewerb Eurocup 2012/13 teil, wo man nur knapp am Einzug in die K.-o.-Spiele im Viertelfinale scheiterte. Hodge wurde als effektivster Spieler der letzten beiden Zwischenrundenspieltage jeweils zum MVP des Spieltags ernannt und war damit der erste Spieler seit zwei Jahren, der diese Auszeichnung an zwei Spieltagen hintereinander erzielen konnte. In der polnischen Liga gewann man erstmals die Meisterschaft für den Verein. Anschließend unterschrieb Hodge einen Vertrag beim baskischen Verein Laboral Kutxa in der Liga ACB, der auch ständiger Teilnehmer am höchsten europäischen Vereinswettbewerb EuroLeague ist. Trotzdem soll Hodge in der NBA Summer League 2013 für die New York Knicks spielen. Nachdem in der Vergangenheit ein Platz in der puerto-ricanischen Nationalmannschaft durch Spieler wie Filiberto Rivera, Carlos Arroyo und J. J. Barea versperrt schien und Hodge deshalb für die Amerikanischen Jungferninseln meldete, äußerte er nun den Wunsch, für die Nationalmannschaft seines Geburtslandes spielen zu dürfen.